# Lufira
Il Lufira è un fiume della Repubblica Democratica del Congo, affluente del Lualaba.

## Corso
Nasce a sud di Likasi, scorre verso nord-est e alimenta il lago Tshangalele a 25 km da Likasi; poi attraversa il parco nazionale di Kundelungu verso nord-ovest, nel quale, nel corso dei secoli, ha scavato il suo canyon (obliquamente ai monti Mitumba), e arriva nel parco nazionale dell'Upemba nella depressione del Kamalondo, dove va a gettarsi nel lago Kisale, raggiungendo il Lualaba, che è il corso iniziale del fiume Congo.
Il Lufira è ricco di cascate, le più alte sono quelle di Kiubo, alte 60 m.